# Flugtaktion New York
Flugtaktion New York (originaltitel Escape from New York) er en science fiction- / action-film fra 1981, instrueret af John Carpenter.  Hovedrollen spilles af Kurt Russell, mens centrale biroller spilles af Lee Van Cleef, Ernest Borgnine og Donald Pleasence. Filmen er spækket med action og spænding, og regnes for én af John Carpenter's bedste film.
Flugtaktion New York blev en publikumssucces i USA og blev også forholdsvis godt modtaget af filmanmelderne. Den har i eftertiden opnået en vis kultfilm-status.
Filmen blev i 1996 efterfulgt af Escape from L.A. (også med Kurt Russell i hovedrollen). Denne blev imidlertid dårlig modtaget af både publikum og kritikere, og derfor blev planerne om en tredje film (Escape from Earth) skrinlagt.

## Handling
I en nær fremtid er Manhattan omdannet til et stort høj-sikkerheds-fængsel for USA's farligste forbrydere. Og der er mange af dem. På øen er der ingen love at overholde, kun de stærkeste og mest opfindsomme overlever. Uheldigvis bliver den amerikanske præsident (Donald Pleasence) fanget på øen, idet hans Air Force One kapres af terrorister, og styrter ned midt på Manhattan. Der er ikke meget håb om at få ham tilbage i live. Politikommissær Bob Hauk, spillet af Lee Van Cleef, må være yderst opfindsom for at finde en løsning. Og løsningen er Snake. Snake Plissken (Kurt Russell) er selv en forbryder på vej til det lovløse Manhattan-fængsel, og øjner pludselig en mulighed for at komme på fri fod igen.
Om bord på præsidentens fly er også et tophemmeligt kassettebånd, med vigtige informationer om atomkraft. Snake skal skaffe præsidenten og båndet tilbage. Og for at han ikke skal flygte under missionen, sprøjtes mikroskopiske springladninger ind i hans krop. Disse vil detonere efter 24 timer.

## Modtagelse
Filmen blev forholdsvis godt modtaget af anmelderne og har fået 81% på Rotten Tomatoes. Den blev også en publikumssucces og indbragte $25,2 millioner alene i amerikanske biografer. Det kan også nævnes at den indbragte over $10 millioner i Vesttyskland og over 1$ million i Sverige.
Filmen blev nomineret til fire Saturn Awards, blandt andet for bedste science fiction-film og bedste instruktion (John Carpenter).

## Medvirkende
- Kurt Russell som Snake Plissken
- Lee Van Cleef som Poltikommisær Bob Hauk
- Ernest Borgnine som Cabbie
- Donald Pleasence som USA's præsident
- Isaac Hayes som Hertugen af New York
- Harry Dean Stanton som Harold 'Brain' Helman
- Adrienne Barbeau som Maggie
- Tom Atkins som Rehme
- Frank Doubleday som Romero
- John Strobel som Cronenberg